# Leptastrea bewickensis
Leptastrea bewickensis е вид корал от семейство Faviidae. Възникнал е преди около 13,82 млн. години по времето на периода неоген. Видът е почти застрашен от изчезване.

## Разпространение и местообитание
Разпространен е в Австралия, Американска Самоа, Виетнам, Индия, Индонезия, Камбоджа, Кирибати, Мавриций, Малайзия, Малки далечни острови на САЩ, Мианмар, Нова Каледония, Папуа Нова Гвинея, Провинции в КНР, Самоа, Сингапур, Тайван, Тайланд, Фиджи, Филипини, Шри Ланка и Япония.
Обитава скалистите дъна на океани, морета, заливи, лагуни и рифове в райони с тропически климат.

## Описание
Популацията на вида е намаляваща.